# Michelle Monaghan
Michelle Lynn Monaghan, född 23 mars 1976 i Winthrop, Iowa, är en amerikansk skådespelare och före detta modell.
Michelle Monaghans hittills mest kända roll är som Julia Meade i Mission: Impossible III (2006). Hon spelar också den kvinnliga huvudrollen i Gone Baby Gone, ett kriminaldrama som utspelas i Bostons slum. Gone Baby Gone regisserades av Ben Affleck och hade svensk biopremiär i januari 2008. Michelle medverkar även i Brudens bäste man, där hon bland annat spelar emot Patrick Dempsey. Hon är också medverkande i The Source Code 2011.
Monaghan är sedan 2005 gift med grafiske formgivaren Peter White. Paret har en dotter (född 2008) och en son (född 2013).

## Filmografi (urval)
- 2002 – Unfaithful
- 2002–2003 – Boston Public (TV-serie) (åtta avsnitt)
- 2003 – It Runs in the Family
- 2004 – Winter Solstice
- 2004 – The Bourne Supremacy
- 2005 – Constantine (ej krediterad)
- 2005 – Kiss Kiss Bang Bang
- 2005 – Mr. & Mrs. Smith
- 2005 – North Country
- 2006 – Mission: Impossible III
- 2007 – Gone Baby Gone
- 2007 – The Heartbreak Kid
- 2008 – Trucker
- 2008 – Brudens bäste man
- 2008 – Eagle Eye
- 2010 – Somewhere
- 2010 – Due Date
- 2011 – Source Code
- 2011 – Machine Gun Preacher
- 2011 – Mission: Impossible – Ghost Protocol (ej krediterad)
- 2012 – Tomorrow You're Gone
- 2013 – Penthouse North
- 2013 – Blindsided
- 2014 – Fort Bliss
- 2014 – Justice League: War (röst)
- 2014 – True Detective (TV-serie) (åtta avsnitt)
- 2014 – Better Living Through Chemistry
- 2014 – Playing It Cool
- 2014 – The Best of Me
- 2015 – Pixels
- 2016 – Patriots Day
- 2017 – The Vanishing of Sidney Hall
- 2018 – Mission: Impossible - Fallout
- 2025 – The White Lotus (TV-serie)